# Titanacris gloriosa
Titanacris gloriosa är en insektsart som först beskrevs av Morgan Hebard 1924.  Titanacris gloriosa ingår i släktet Titanacris och familjen Romaleidae. Inga underarter finns listade i Catalogue of Life.